# Kino Akcji
Kino Akcji – jeden z miesięczników z dodawanymi filmami DVD wydawanych przez Carisma Entertainment Group. Początkowo na opakowaniu każdej płyty narysowane było logo magazynu. Logo zniknęło w 2007 roku.

## Spis filmówKina Akcjiw 2005 roku
- nr 01/2005 : Z podniesionym czołem (w roli głównej Dwayne „The Rock” Johnson)
- nr 02/2005 : Regulamin zabijania (w rolach głównych Samuel L. Jackson i Tommy Lee Jones)
- nr 03/2005 : Tajny projekt (w roli głównej Dolph Lundgren)
- nr 04/2005 : Desperaci (w rolach głównych Benicio del Toro, Ryan Phillippe i Juliette Lewis)
- nr 05/2005 : G.I. Jane (w roli głównej Demi Moore)

## Spis filmówKina Akcjiw 2006 roku
- nr 01/2006 : Operacja Samum (w rolach głównych Olaf Lubaszenko, Bogusław Linda i Radosław Pazura)
- nr 02/2006 : Brother
- nr 03/2006 : Zdradzony
- nr 04/2006 : Riders
- nr 05/2006 : Ballistic (w rolach głównych Lucy Liu i Antonio Banderas)
- nr 06/2006 : Inferno – Piekielna walka (w roli głównej Jean-Claude Van Damme)
- nr 07/2006 : Śmiertelna misja (w roli głównej Mirko „Cro Cop” Filipović)
- nr 08/2006 : Zabójcza kampania + Krwawy koszmar
- nr 09/2006 : Pociąg do piekła
- nr 10/2006 : Kontrakt
- nr 11/2006 : Wydział Venice Underground
- nr 12/2006 : Wojna snajperów

## Spis filmówKina Akcjiw 2007 roku
- nr 01/2007 : Ostatni mistrz
- nr 02/2007 : Beowulf – Pogromca ciemności
- nr 03/2007 : Good Girl, Bad Girl
- nr 04/2007 : Moskiewska gorączka
- nr 05/2007 : Underground – podziemna walka
- nr 06/2007 : Kodeks gangu
- nr 07/2007 : Konflikt interesów
- nr 08/2007 : Crash Kids + Kaskaderzy – cz. 1/7
- nr 09/2007 : Nocni łowcy + Kaskaderzy – cz. 2/7
- nr 10/2007 : Piekło miasta + Kaskaderzy – cz. 3/7
- nr 11/2007 : Czerwony telefon – Obława + Kaskaderzy – cz. 4/7
- nr 12/2007 : Czerwony telefon – Szach i mat + Kaskaderzy – cz. 5/7

## Spis filmówKina Akcjiw 2008 roku
- nr 01/2008 : Projekt pandora + Kaskaderzy – cz. 6/7
- nr 02/2008 : Walki uliczne + Kaskaderzy – cz. 7/7
- nr 03/2008 : Śmiercionośny ładunek
- nr 04/2008 : Express śmierci
- nr 05/2008 : Ryzykowny skok
- nr 06/2008 : Spisek: Łowca błyskawic
- nr 07/2008 : Na samo dno
- nr 08/2008 : Misja Moskwa